# Кява
Кя́ва (эст. Käva) — местность в городском районе Ярве города Кохтла-Ярве, Эстония. Местность включает в себя жилую среду улицы Эхитаяте, дачный городок и бывшую деревню Кява.
В 1925–1972 годах В Кява действовала шахта по добыче горючего сланца.

## Комментарии
1. ↑  Эстонские топонимы, оканчивающиеся на -а, не склоняются и не имеют женского рода (исключение — Нарва)[2].